# Ардабил
Вижте пояснителната страница за други значения на Ардабил.
Ардабил (на персийски: اردبیل) е древен град в Иран и столица на провинция Ардабил.
Градът датира отпреди 1500 години, от епохата на партите. Ардабил е важен земеделски център.
Разположен е на двата бряга на река Баликли Чай, на около 70 km от Каспийско море и на 210 km от град Табриз. На изток от Ардабил е разположен третият най-голям връх в Иран, връх Сабалан (4811 m).
Населението му е 529 374 души (2016 г.). Доминиращото мнозинство на населението са етнически ирански азербайджанци, а езикът им се нарича „азербайджани“.
Ардабил е известен с търговията си с коприна и килими. Ардабилските килими се считат за най-добрите класически персийски килими.
Най-известната забележителност на Ардебил е джамията на шейх Сефил-ал-Дин, в която е разположена гробницата на шейх Сефи-ал-Дин Ардебили, основател на династията на Сефевидите. Той се счита за най-големия мистик и шиитски експерт от 14 век.
Сред забележителностите на града е и Покритият базар на Ардабил, който е построен през Каджарския период.